# Electro Brain
Electro Brain var ett amerikanskt datorspelföretag som publicerade spel som t.ex. Go! Go! Tank, till Game Boy, Vortex och Jim Power: Lost Dimension in 3D för Super Nintendo Entertainment System.